# 糖醋里脊
糖醋里脊（タンツーリージー、タンツウリィチィ、拼音: Táng cù lǐ jǐ）は、伝統的な江蘇料理の一つ。日本語では「豚ヒレ肉の甘酢あんかけ」と訳される場合もある。

## 材料と調理法
酢豚の一種とされることもある。「糖醋」は砂糖と酢、「里脊」は脂肪分の少ない豚ヒレ肉（ポークテンダーロイン）を意味する。塩や酒で下味をつけた豚ヒレ肉を揚げたものに、砂糖と黒酢だれに小麦粉や片栗粉でとろみを加えてできた餡に絡めて調理する。具材として豚ヒレ肉の他に野菜類を加える場合もある。上海だけでなく、北京などでも家庭料理として食される。四川省ではトマトケチャップを加えて料理される場合もある。

## 参考書籍
- 饅頭君『猪肉做法大全:猪肉最常見的吃法』Blue Earth、2020年8月20日。ISBN 978-3969443736。

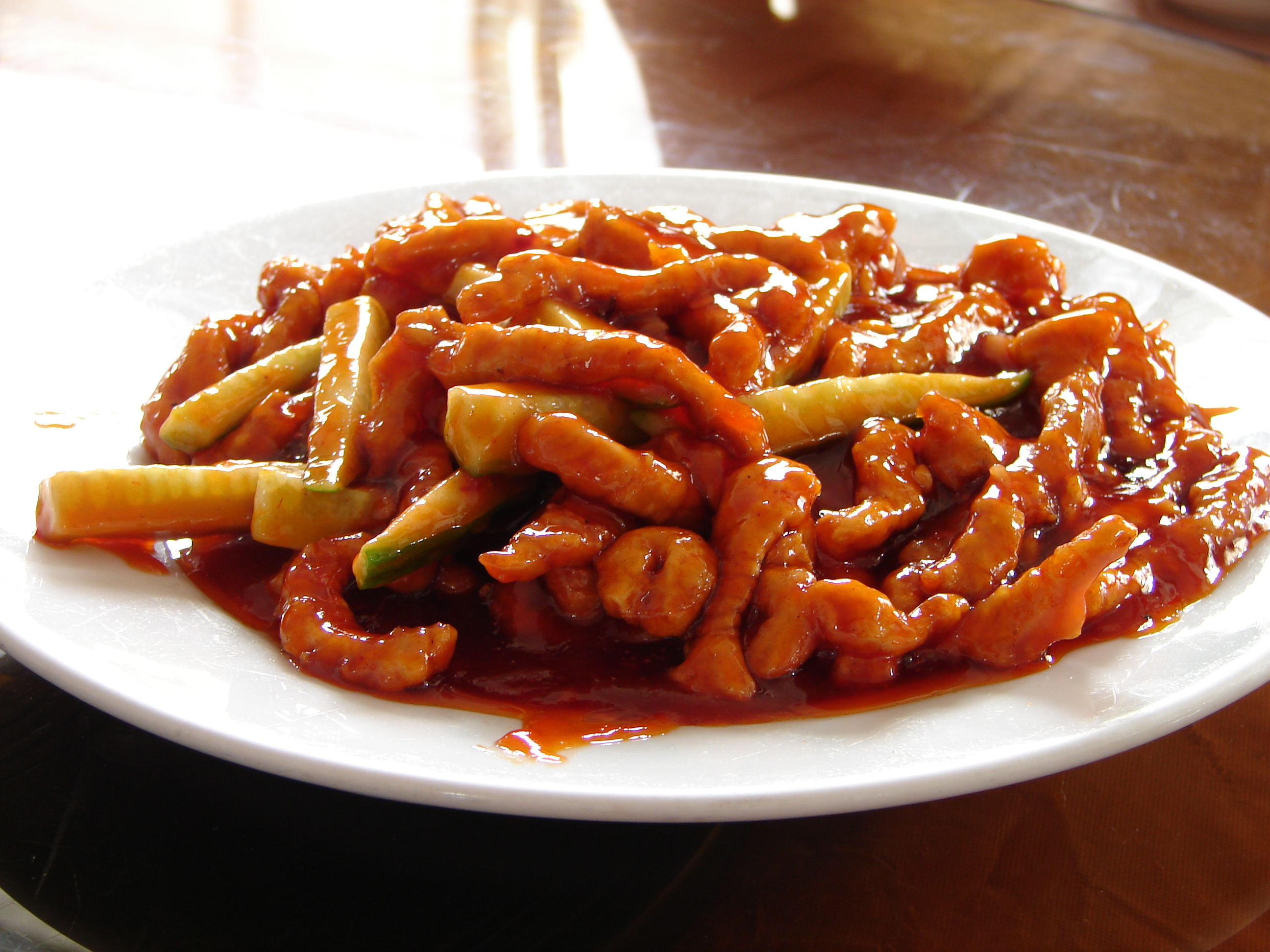
野菜類が加えられた糖醋里脊

| サブスタブ | この項目は、まだ閲覧者の調べものの参照としては役立たない、書きかけの項目です。この項目を加筆・訂正などしてくださる協力者を求めています。このテンプレートは分野別のサブスタブテンプレートやスタブテンプレート（Wikipedia:分野別のスタブテンプレート参照）に変更することが望まれています。 |